# Zhores Ivánovich Alferov
Zhorés Ivánovich Alfiórov  (también Alfyórov o Alferov) (en ruso: Жоре́с Ива́нович Алфёров; en bielorruso: Жарэ́с Іва́навіч Алфёраў) (Vítebsk, 15 de marzo de 1930-San Petersburgo, 1 de marzo de 2019) fue un físico y político comunista que contribuyó significativamente a la creación de las modernas heteroestructuras en física y electrónica. Por ello se le otorgó el premio Nobel de física en el año 2000. Fue vicepresidente de la Academia de Ciencias de Rusia de 1991 a 2017.

## Biografía
Alfiórov nació en Vítebsk, RSS de Bielorrusia, que entonces formaba parte de la Unión Soviética. Sus padres, Iván Alfiórov y Anna Rosenblum, le pusieron de nombre Zhorés en honor al político socialista francés Jean Jaurès.
Desde 1962, estuvo trabajando en el área de semiconductores. En 1963, al mismo tiempo que Kroemer pero independientemente de él, Alfiórov construyó una heteroestructura que actuaba como un láser.
Desde entonces, los láseres semiconductores se han convertido en un elemento importante para la transmisión de señales en fibras ópticas y para aumentar y mejorar el almacenamiento o la lectura de datos. Sus contribuciones a la física y a la tecnología de semiconductores, produjeron avances en los campos de los láser, células fotoeléctricas, tecnología LED, optoelectrónica o procesos epitaxiales de fabricación de microcomponentes electrónicos. Por su aporte a este campo, se le reconoció junto a dos investigadores más, el Premio Nobel de Física.
En sus últimos años dirigió un centro de investigación en la Universidad Estatal de San Petersburgo. El científico ruso murió en San Petersburgo a la edad de 88 años.
Alfiórov siempre se mantuvo afín a la ideología comunista, habiendo declarado públicamente su apoyo y simpatía hacia el Partido Comunista de la Federación Rusa, miembro y diputado del partido en la Duma Estatal hasta el día de su fallecimiento.

## Premios
- Premio Lenin de 1972
- Premio Estatal de la URSS de 1984
- Premio Ioffe, de la Academia de Ciencias de Rusia, de 1996
- Premio Nobel de Física de 2000, con Herbert Kroemer y Jack Kilby.
- Premio Kioto en tecnología avanzada de 2001